# عبد اللطيف بن أشنهو
عبد اللطيف بن أشنهو سياسي جزائري، شغل منصب وزير المالية بحكومة بن بيتور.